# Добра-Надзея
Добра-Надзея (пол. Dobra Nadzieja, нім. Gutehoffnung) — село в Польщі, у гміні Плешев Плешевського повіту Великопольського воєводства.
Населення — 400 осіб (2011).
У 1975-1998 роках село належало до Каліського воєводства.

## Демографія
Демографічна структура станом на 31 березня 2011 року:
|          | Загалом | Допрацездатний вік | Працездатний вік | Постпрацездатний вік |
| -------- | ------- | ------------------ | ---------------- | -------------------- |
| Чоловіки | 203     | 50                 | 137              | 16                   |
| Жінки    | 197     | 49                 | 121              | 27                   |
| Разом    | 400     | 99                 | 258              | 43                   |